# Allium parishii
Allium parishii är en amaryllisväxtart som beskrevs av Sereno Watson. Allium parishii ingår i släktet lökar, och familjen amaryllisväxter. Inga underarter finns listade i Catalogue of Life.